# Silvinichthys mendozensis
Silvinichthys mendozensis är en fiskart som först beskrevs av Arratia, Chang G., Menu-marque och Rojas M., 1978.  Silvinichthys mendozensis ingår i släktet Silvinichthys och familjen Trichomycteridae. Inga underarter finns listade i Catalogue of Life.